# 島津忠麿

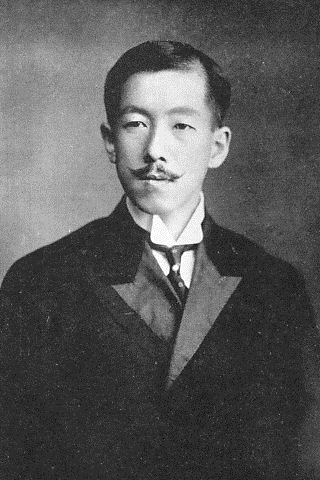
島津忠麿

島津 忠麿（しまづ ただまろ、1877年（明治10年）5月4日 - 1926年（大正15年）9月20日）は、明治から大正期の政治家、華族。貴族院伯爵議員。

## 経歴
旧佐土原藩主家当主・島津忠亮の長男として生まれる。父の死去に伴い、1909年7月23日に伯爵を襲爵した。
学習院を修了。1911年（明治44年）7月10月、貴族院伯爵議員に選出され、1918年（大正7年）7月9日まで1期在任した。
この間、国光生命保険相互会社の取締役、後に社長を務め、資産は100万円以上と評された。

## 親族
- 妻 島津松子（真田幸民長女）[1]
松子は3人の娘に恵まれ、3人とも嫁ぐが、全員に先立たれている。
- 養子 島津久範（島津忠義七男、式部官）[1]
  - 孫（久範長男）　島津忠韶(佐土原島津家嗣子)
  - 孫（久範二男）　島津久永
- 長女 島津随子（久範先妻）[1][4]
久範を婿に取るが、子を残さぬまま、1921年に21歳で早世。
- 二女 九条文子（九条道秀夫人）[1][4]
1942年に41歳で死没。
道秀とその後妻・成子(土山尊弘次女)の間で、文子の死没以前に1男2女が生まれているため、道秀と文子は離婚していると推測される。
- 三女 島津秀子（久範後妻）[1][4]
姉随子の死後、久範と結婚。雅子(勧山弘夫人)、敏子(萩原光雄夫人)、忠韶(次代当主)を産むが、1928年に23歳で早世
- 妹 島津徳子（島津久中夫人）[1]
- 弟 島津健之助（男爵）・阿部正寛（阿部正功養子）[1][4]